# 置疑小檗
置疑小檗（学名：Berberis dubia）为小檗科小檗属的植物，是中国的特有植物。分布于中国大陆的青海、内蒙古、甘肃、宁夏等地，生长于海拔1,400米至3,850米的地区，多生长于河滩地、石质山坡、山坡灌丛中、岩石上或林下，目前尚未由人工引种栽培。